# Битва за Газу (2007)
31°31′00″ пн. ш. 34°27′00″ сх. д. / 31.516667° пн. ш. 34.45° сх. д.
Битва за Газу, також відома як захоплення Гази ХАМАСом — збройний конфлікт між двома палестинськими рухами ФАТХ та ХАМАС, що відбувався в Секторі Газа між 10 та 15 червня 2007 року. Це була визначна подія у конфлікті ФАТХ–ХАМАС, спричиненому боротьбою за владу після поразки ФАТХ на парламентських виборах 2006 року. Бойовики ХАМАС взяли під свій контроль сектор Гази та усунули посадовців ФАТХ. Результатом битви став розпуск уряду єдності та фактичний поділ палестинських територій на два утворення: Західний берег, яким керує Палестинська національна адміністрація, й сектор Газа, яким керує Хамас.
За оцінками МКЧХ, під час боїв, за тиждень, загинуло щонайменше 118 людей і понад 550 отримали поранення.